# الجامع الكبير (كتاب)
الجامع الكبير في الفروع للشيباني، كتاب في فروع الفقه للامام المجتهد العلامة، فقيه العراق، أبو عبد الله، محمد بن الحسن الشيباني، الكوفي، صاحب أبي حنيفة، حيث نقل محمد بن الحسن الشيباني أقوال أبي حنيفة في ست كتب تسمى عند الحنفية ظاهر الرواية وهي: الجامع الكبير والجامع الصغير والسير الكبير والسير الصغير والمبسوط والزيادات. والصغير ما رواه محمد عن أبي يوسف عن أبي حنيفة، والكبير ما رواه محمد عن أبي حنيفة مباشرة. والسير أحكام الجهاد والحرب وما يتبع ذلك أما شرح السير الكبير فهو للإمام السرخسي أملاه على تلاميذه، علل فيه لنصوص السير فبين بعض الأدلة، وفرع بعض التفريعات وقد خرج المحقق الأحاديث. وأثبت في آخر كل جزء فهرسا لأبوابه الفقهية

## شروحه
- شرح أبي الليث نصر بن أحمد السمرقندي.
- شرح فخر الإسلام علي بن محمد البزدوي.
- شرح أبي زيد عبيدالله بن عمر الدبوسي.
- شرح الإمام برهان الدين محمود بن أحمد صاحب المحيط.
- شرح شمس الأئمة ابيس محمد بن عبد العزيز الحلواني.
- شرح شمس الأئمة محمد بن أحمد السرخسي.
- شرح محمد بن علي الشهير بابن عبدك الجرجاني.
- شرح جمال الدين محمود بن أحمد الحصيري، أحدهما مختصر، والآخر المطول الذي بلغ فيه الغاية في الجمع والتحقيق وهو المسمى: التحرير شرح الجامع الكبير.
- شرح الملك المعظم المزبور.
- شرح الإمام أبي نصر أحمد بن محمد العتابي البخاري.
- شرح الإمام أبي بكر أحمد بن علي المعروف بالجصاص..
- شرح الإمام افتخار الدين عبد المطلب بن الفضل الهاشمي الحلبي.
- شرح الإمام أبي جعفر أحمد بن محمد الطحاوي.
- شرح أبي عمرو أحمد بن محمد الطبري.
- شرح أبي عبد الله محمد بن يحيى الجرجاني.
- شرح القاضي أبي حازم عبد الحميد بن عبد العزيز.
- شرح الإمام أبي بكر أحمد بن منصور الاسبيجابي.
- شرح الإمام أبي بكر محمد بن حسين خواهر زاده.
- شرح الإمام حسين بن يحيى الزندويستي.
- شرح الإمام علاء الدين العالم محمد بن عبد الحميد السمرقندي.
- شرح الإمام حسن بن منصور قاضيخان.
- شرح الإمام أبي الفضل عبد الرحمن بن محمد الكرماني.
- شرح الإمام أبي بكر محمد بن أحمد الإسكاف البلخي.
- شرح الإمام علي بن أبي بكر المرغيناني.
- شرح القاضي محمد بن الحسين الارسابندي.
- شرح الصدر الشهيد حسام الدين بن مازه، وله تلخيصه.
- شرح أبي المظفر يوسف بن قزاوعلي المعروف بسبط ابن الجوزي الحنفي.
- شرح أبي عمرو عثمان بن إبراهيم المارديني.
- شرح الإمام رضي الدين إبراهيم بن سليمان الحموي القونوي الرومي.
- شرح أبي العباس أحمد بن مسعود القونوي، سماه التقربر ولم يكمل تبييضه ثم كمله ولده أبو المحاسن محمود.
- شرح تاج الدين أحمد بن إبراهيم المعروف بابن البرهان الحلبي.
- شرح فخر الدين عثمان بن علي بن يونس الزيلعي.
- شرح تاج الدين علي بن سنجر بن السباك البغدادي، شرح أكثره ولم يتمه.
- شرح ناصر الدين محمد بن أحمد المعروف بابن الربوة الدمشقي الحنفي، سماه الدر النظيم المنير في حل اشكال الجامع الكبير.
- شرح أبي عبد الله محمد بن عيسى المعروف بابن أبيّ موسى.
- شرح ظهير الدين الاسترابادي.
- شرح القاضي سراج الدين عمر بن اسحاق الهندي ولم يكمله.
- شرح عبد الحميد العراقي.
- شرح الإمام المسعودي.
- شرح عبد الله بن محمود بن مودود الموصلي.
- شرح أبو المعين ميمون بن محمد بن معتمد النسفي.
- شرح الإمام علي القمي.

## منظوماته
- نظم أحمد بن أبي المؤيد المحمودي النسفي، وعدد أبياته 5550 بيتاً، وشرح هذا المنظوم الشيخ الإمام أبي القاسم محمود بن عبيدالله بن صاعد الحارثي وسماه: «تفهيم التحرير».
- نظم أحمد بن عثمان بن إبراهيم الصبيح التركماني.
- نظم أبي الحسن علي بن خليل الدمشقي.